# Peziza chlorophaea
Peziza chlorophaea är en svampart som beskrevs av Rehm 1885. Peziza chlorophaea ingår i släktet Peziza och familjen Pezizaceae.   Inga underarter finns listade i Catalogue of Life.